# Бледный луговой мотылёк
Бледный луговой мотылёк, или зонтичная огнёвка (лат. Sitochroa palealis) — бабочка из семейства огнёвок-травянок мотылёк или зонтичная огнёвка.
Крылья в размахе 26—34 мм, белые, передние — с серебристо-зеленоватым оттенком и тёмной краевой жилкой. Зеленоватые или красноватые гусеницы имеют яркие чёрные бородавки на теле.
В год образует два поколения. Лёт с мая по сентябрь. Бабочки активны днём, питаются цветками. Гусеницы питаются цветками и семенами дикой моркови (Daucus carota), горичника (Peucedanum), жабрицы однолетней (Seseli annuum) и борщевика (Heracleum).